# The Twelfth Juror
«The Twelfth Juror» — американский короткометражный драматический фильм Джорджа Лесси.

## Сюжет
Гарри Бейкер и Элис Чарльтон встречаются на фоне подготовки к балу. Он отвозит её домой на своем автомобиле. Кларенс Мортон, соперник Гарри, берет Элис в партнеры, в результате чего они ссорятся...

## В ролях
| Актёр         | Роль          |
| ------------- | ------------- |
| Бен Ф. Уилсон | Гарри Бейкер  |
| Лаура Сойер   | Элис Чарльтон |
| Джек Конуэй   |               |
| Р. Генри Грэй | Джеф Роби     |
| Гарольд Ллойд |               |